# ماري دوبليسيس
ماري دوبليسيس (15 يناير 1824 - 3 فبراير 1847) هي كانت محظية وعشيقة فرنسية لعدد من الرجال البارزين والأثرياء.